# Notasteron
Notasteron es un género de arañas de la familia Zodariidae.

## Distribución
El género se distribuye por Australia.

## Especies
- Notasteron carnarvon Baehr, 2005
- Notasteron lawlessi Baehr, 2005